# ریو وارده، گوییاس
ریو وارده (انگلیسی: Rio Verde) شهری در ایالت گوییاس، برزیل است.

## خصوصیات
ریو وارده ۸٬۳۸۸٫۲ کیلومترمربع مساحت و ۲۳۵٬۳۶۰ نفر جمعیت دارد و ۷۴۸ متر بالاتر از سطح دریا واقع شده‌است.